# فيك أي ميردال
قرية فيك، أو باسمها الكامل فيك أي ميردال (بالآيسلندية: Vík í Mýrdal)، هي قرية في أقصى جنوب آيسلندا، وتقع على الطريق الحلقي الرئيسي حول الجزيرة، ونحو 180 كم جنوب ريكيافيك.
بالرغم من صغر حجم البلدة (291 قاطنا في يناير 2011) فهي أكبر مكان مأهول ضمن قطر 70 كم حولها وهي نقطة تجمع مهمة، ولذا تشير لافتات الطرق إليها من مسافة بعيدة؛ وهي مركز خدمي مهم لقاطني وزوار الشريط الساحلي بين سكوجار والطرف الغربي من سهل ميردالساندور الرسوبي الجليدي.

## نظرة عامة
عدت مجلة آيلاندس ماغازين الأمريكية عام 1911 الشاطئ من بين أجمل 10 شواطئ على الأرض، ويعد الرمل البازلتي الأسود فيها من بين أكثر الأماكن رطوبة في آيسلندا، أما الجروف الواقعة غرب الشاطئ فهي موطن للعديد من الطيور البحرية، وأبرزها ببغاوات البحر التي تلجأ إلى الترب السطحية أثناء موسم التعشيش، وتتوضع أمام الشاطئ مجموعات من مسلات بحرية بازلتية، وهي بقايا من الجرف الصخري رين إيسفجال الذي كان ممتدًا، والآن تصدمها مياه البحر. لا توجد مساحة واسعة من الأرض بين هذا المكان والقطب الجنوبي، ويمكن للأمواج السنامية المتدحرجة أن تضرب بكل قوتها؛ ووفقا للتراث الشعبي، فهي عبارة عن أقزام سابقين حاولوا سحب قواربهم إلى البحر لكي يدركوا بزوغ الفجر، والبحر من حولهم عاصف وعنيف؛ ولذا لن يستغرب الزوار وجود نصب تذكارية لهؤلاء البحارة الذين غرقوا على الشاطئ.
تذكر الأساطير المعاصرة قصة الزوج الذي وجد زوجته التي أخذها قزمان متجمدة في الليل؛ أقسم القزمان بأنهما لن يقتلا أحدًا مجددًا. كانت زوجته حب حياته، ولم يستطع تأمين موطن لروحها الحرة، فكان قدرها أن تكون بين الأقزام والصخور والبحر في رين إسفجارا.
تأثرت القرية بالرماد البركاني خلال ثوارنات إيافيالايوكل عام 2010.

## خطر بركان كاتلا
تقع فيك مباشرة جنوب الجبل الجليدي ميردالسجوكول، وهو ذاته يقع على قمة بركان كاتلا؛ لم يثر كاتلا منذ عام 1918، وقادت فترة خموده الأطول من المعتاد هذه إلى توقعات بحدوث اندلاع قريب؛ ويمكن لثوران كاتلا أن يذيب من الجليد ما يكفي لإحداث فيضان خاطف ضخم، ويحتمل بأنه كبير بما يكفي لمحو القرية بكاملها، ويعتقد بأن كنيسة البلدة الواقعة أعلى الهضبة هي الوحيدة التي يمكنها النجاة من مثل هذا الطوفان؛ ولهذا يُدرب سكان فيك بشكل دوري للإسراع نحو الكنيسة عند أول إشارة لثوران البركان؛ يذكر أن البلدة تضم 1400 غرفة فندقية للعلماء والسياح الذين يتم إخبارهم عن أخطار البركان أيضًا.

## وصلات خارجية
- Beach at Reynisdrangar virtual tour نسخة محفوظة 6 يوليو 2018 على موقع واي باك مشين.